# Geba
Rio Gêba är en flod i Guinea-Bissau. Mynningen ligger i den västra delen av landet, 13 km söder om huvudstaden Bissau.